# Melanie Fiona
Melanie Fiona Hallim (Toronto, 4 luglio 1983) è una cantautrice canadese.

## Biografia
Figlia di due immigrati della Guyana, nasce e cresce nel centro di Toronto. Fin da piccola entra in contatto con la musica, grazie al padre musicista, chitarrista in una band, e alla passione della madre per artisti come The Ronettes e Whitney Houston.
Dal 2002 al 2005 ha fatto parte del girl group X-Quisite, che ha pubblicato l'eponimo album nel 2003.
Nel 2008 ha partecipato al Reggae Gold 2008 dove assieme Supa Dups ha interpretato il brano Somebody Come Get Me e ha aperto i concerti europei del tour di Kanye West. Protégé del produttore Steve Rifkind, viene messa sotto contratto con la sua SRC Records per la pubblicazione del suo primo album, intitolato The Bridge. Melanie Fiona, autrice dei suoi brani, è stata affiancata ad un importante team di lavoro, che comprende Future Cut, Vada Nobles, J. Phoenix, Peter Wade e Salaam Remi, per dare maggiore impatto e freschezza al suo debutto.
Il singolo di debutto e trainato dell'album è Give It to Me Right, basato su un campionamento del brano del 1968 degli Zombies Time of the Season. Il singolo è entrato nella Billboard Canadian Hot 100. Grazie al singolo It Kills Me, distribuito solo negli Stati Uniti, ottiene la sua prima candidatura al Grammy Award come "Best Female R&B Vocal Performance".
Nel 2010 partecipa al singolo di beneficenza We Are the World 25 for Haiti, per raccogliere fondi a favore delle popolazioni colpite dal terremoto di Haiti del 2010. Ha vinto il Soul Train Music Award 2010 nella categoria "Best New Artist".
Nel 2010, dopo aver intrapreso un tour assieme ad Alicia Keys, duetta con Giuliano Palma & The Bluebeaters nel brano Nuvole rosa.
Nel 2011 ha cantato l'inno canadese all'NBA All-Star Game 2011 di Los Angeles.
Nel marzo 2012 pubblica il suo secondo album in studio. Nello stesso anno ha vinto il Grammy Award nella categoria "miglior canzone R&B" grazie a Fool for You nel duetto con Cee Lo Green.

## Discografia

### Album
- 2009 – The Bridge
- 2012 – The MF Life

### Singoli
- 2009 – Give It to Me Right
- 2009 – It Kills Me
- 2009 – Bang Bang
- 2009 – Monday Morning
- 2010 – Ay Yo
- 2010 – Priceless
- 2011 – Gone and Never Coming Back
- 2011 – 4 AM
- 2012 - This Time (feat. J. Cole)
- 2012 - Wrong Side of a Love Song
- 2013 - Cold Piece

### Collaborazioni
- 2009 – Past, Present, Future - KRS-One & Buckshot feat. Melanie Fiona & Naledge of Kidz in the Hall
- 2010 – We Are the World 25 for Haiti
- 2010 – Nuvole rosa - Giuliano Palma & The Bluebeaters feat. Melanie Fiona
- 2010 – Wake Up Everybody - John Legend & The Roots feat. Common & Melanie Fiona
- 2011 – Let It Rain - Tinchy Stryder feat. Melanie Fiona
- 2011 – Fool for You - Cee Lo Green feat. Melanie Fiona
- 2011 – No Cigarette Smoking (In My Room) - Stephen Marley feat. Melanie Fiona
- 2012 - Ready Set Go - Talib Kweli feat. Melanie Fiona
- 2013 - Ain't Nothing Like That Real Thing - Michael Bolton feat. Melanie Fiona